# Relationship of Command
Relationship of Command är det tredje albumet av At the Drive-In, det släpptes år 2000. Albumet var rangordnat nummer 94 under oktober 2006 på Guitar World Magazines lista på de 100 bästa gitarrskivorna någonsin.

## Låtar
1. "Arcarsenal" – 2:55
2. "Pattern Against User" – 3:17
3. "One Armed Scissor" – 4:19
4. "Sleepwalk Capsules" – 3:27
5. "Invalid Litter Dept." – 6:05
6. "Mannequin Republic" – 3:02
7. "Enfilade" – 5:01
8. "Rolodex Propaganda" – 2:55
9. "Quarantined" – 5:24
10. "Cosmonaut" – 3:23
11. "Non-Zero Possibility" – 5:36
12. "Extracurricular" – 3:59
13. "Catacombs" – 4:14

## Personal
- Cedric Bixler-Zavala - Sång, gitarr
- Jim Ward - Gitarr, keyboards, bakgrundssång
- Omar Rodriguez-Lopez - Gitarr, bakgrundssång
- Paul Hinojos - Elbas
- Tony Hajjar - Trummor
- Iggy Pop - Gäst sångare på "Rolodex Propaganda" och "Enfilade"